# Le Fresnoy

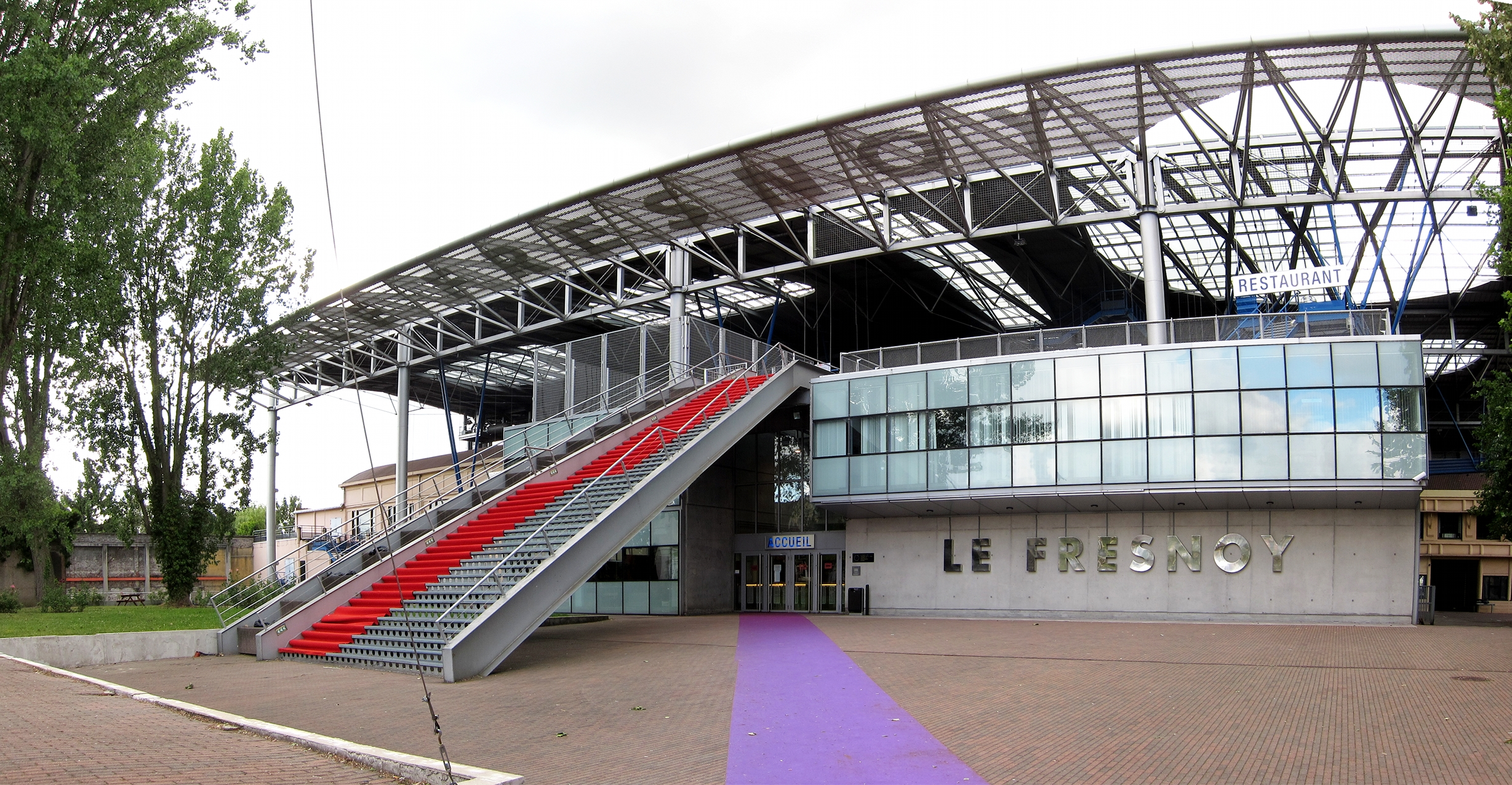

O Le Fresnoy Studio National des Arts Contemporains, inaugurado em 1997, é hoje um dos mais importantes centros de formação artística e audiovisual na França. A instituição funciona como um laboratório de pesquisa e produção no campo das artes da imagem e do som. Está situado na cidade de Tourcoing, norte da França, num edifício criado pelo arquiteto Bernard Tschumi. 
O Le Fresnoy acolhe jovens artistas de todo o mundo e a residência tem duração de 2 anos. O objetivo da instituição é permitir que jovens artistas realizem seus projetos de forma profissional, dispondo de todos os meios necessários, acompanhamento técnico e em constante diálogo com críticos de arte e artistas convidados tais como Jean-Marie Straub et Danielle Huillet, Jean-Luc Godard, Antoni Muntadas, Gary Hill, Avi Mograbi, Charles Sandison, André S. Labarthe, Bruno Dumont. O Le Fresnoy é dirigido pelo escritor e cineasta francês Alain Fleischer e financiado pelo Ministério da Cultura e pela Região Nord-Pas de Calais.

## Arquitetura do novo site
O projeto pode ser resumido pelo "hangar" edifícios antigos com telhados de telha. Eles são assim integrados e abrigados por um paralelepípedo fechado no lado norte, aberto para os outros três lados, encimado por um telhado de 100 x 80 m perfurado com grandes aberturas e formado por grandes janelas cobertas com folhas de "nuvem" de policarbonato transparente ". Bernard Tschumi vê o projeto como "uma sucessão de caixas em uma caixa. »
O site propõe em oito mil metros quadrados uma escola, um set de filmagem, uma mediateca, teatros e exposições, dois cinemas, laboratórios de pesquisa e produção (som, imagem eletrônica, filme e vídeo), instalações para a administração e restauração, bem como cerca de dez habitações. Este complexo é capaz de acomodar um público de mais de mil pessoas que podem visitar os locais de exposição e assistir às exibições. Espaços comerciais, incluindo a livraria Bookstorming especializada em arte contemporânea, são integrados ao projeto, um estacionamento subterrâneo é criado e um terraço ajardinado dá acesso a um jardim por uma grande escadaria externa.